# Franz Cisar
Franz Cisar (28 de novembro de 1908 — Frente Oriental, agosto de 1943) foi um futebolista austríaco. Ele competiu na Copa do Mundo FIFA de 1934, sediada na Itália, na qual a seleção de seu país terminou na quarta colocação dentre os 16 participantes.